# آرون بارنز
آرون بارنز (انگلیسی: Aaron Barnes؛ زادهٔ ۱۴ اکتبر ۱۹۹۶) بازیکن فوتبال اهل انگلستان است.